# Hitler: The Last Ten Days
 Hitler: The Last Ten Days és una pel·lícula italo-britànica que descriu la vida d'Adolf Hitler els últims dies de la seva existència, reclús al seu búnquer a Berlín. La pel·lícula (dirigida per Ennio De Concini el 1972, estrenada el 1973) és il·lustrada amb documents d'època. Explica el mateix assumpte que la pel·lícula Der Untergang (La Caiguda) de 2004.

## Argument
La història se situa a Berlín en els últims dies de la Segona Guerra Mundial quan Adolf Hitler el 20 d'abril de 1945 es trobava amb la seva amant Eva Braun al Führerbunker sota terra, on van a viure els últims 10 dies de vida fins al seu suïcidi, que es va produir el 30 d'abril.
La narració es basa en la història d'un veritable testimoni, l'oficial Gerhard Boldt, que era al Führerbunker fins poc abans del suïcidi de Hitler. En els crèdits hi ha un record (la signatura és tot just llegible). En la pel·lícula, la part de Boldt està personificada en el jove oficial que ve del Grup d'Exèrcits del Vístula per informar Hitler (l'episodi del mapa equivocat correspon precisament al que havia explicat Boldt).
En la pel·lícula, el jove oficial es salva de la pira funerària de Hitler oferint-se voluntari per portar una còpia del testament de Hitler a través de les línies russes, i un cop que surt, queda commocionat per les ruïnes de Berlín, i en un rampell d'ira, estripa el testament. En la història de Boldt no hi aquest final "políticament correcte", sinó un més prosaic quan Boldt surt a la superfície es troba l'Exèrcit Rus i, adonant-se que la seva missió no té sentit, pensa a salvar-se a si mateix llançant el seu uniforme.

## Repartiment
- Alec Guinness: Adolf Hitler
- Simon Ward: capità Heinrich Hoffman
- Adolfo Celi: general Hans Krebs
- Gabriele Ferzetti: mariscal Wilhelm Keitel
- Doris Kunstmann: Eva Braun
- Michael Goodliffe: general Weidling

## Anècdota
En el rodatge el 1972, Sir Alec Guinness havia hagut d'assegurar-se amb la Lloyds de Londres, ja que la semblança era tan colpidora que es temia per a la seva vida.